# Jacinta Allan
Pour les articles homonymes, voir Allan.
Jacinta Marie Allan, née le 19 septembre 1973, est une femme politique australienne. 
Elle est la 49e Premier ministre de Victoria depuis 2023, à la suite de la démission de Daniel Andrews. Elle est députée de Bendigo Est à l'Assemblée législative de Victoria depuis 1999 et est membre du Parti travailliste.